# Jirón Francisco Pizarro
El jirón Francisco Pizarro es una calle del centro histórico de la ciudad de Trujillo, en el Perú. Se extiende a lo largo de nueve cuadras. Además, a partir de la cuadra cinco forma parte del denominado Paseo Pizarro.

## Galería

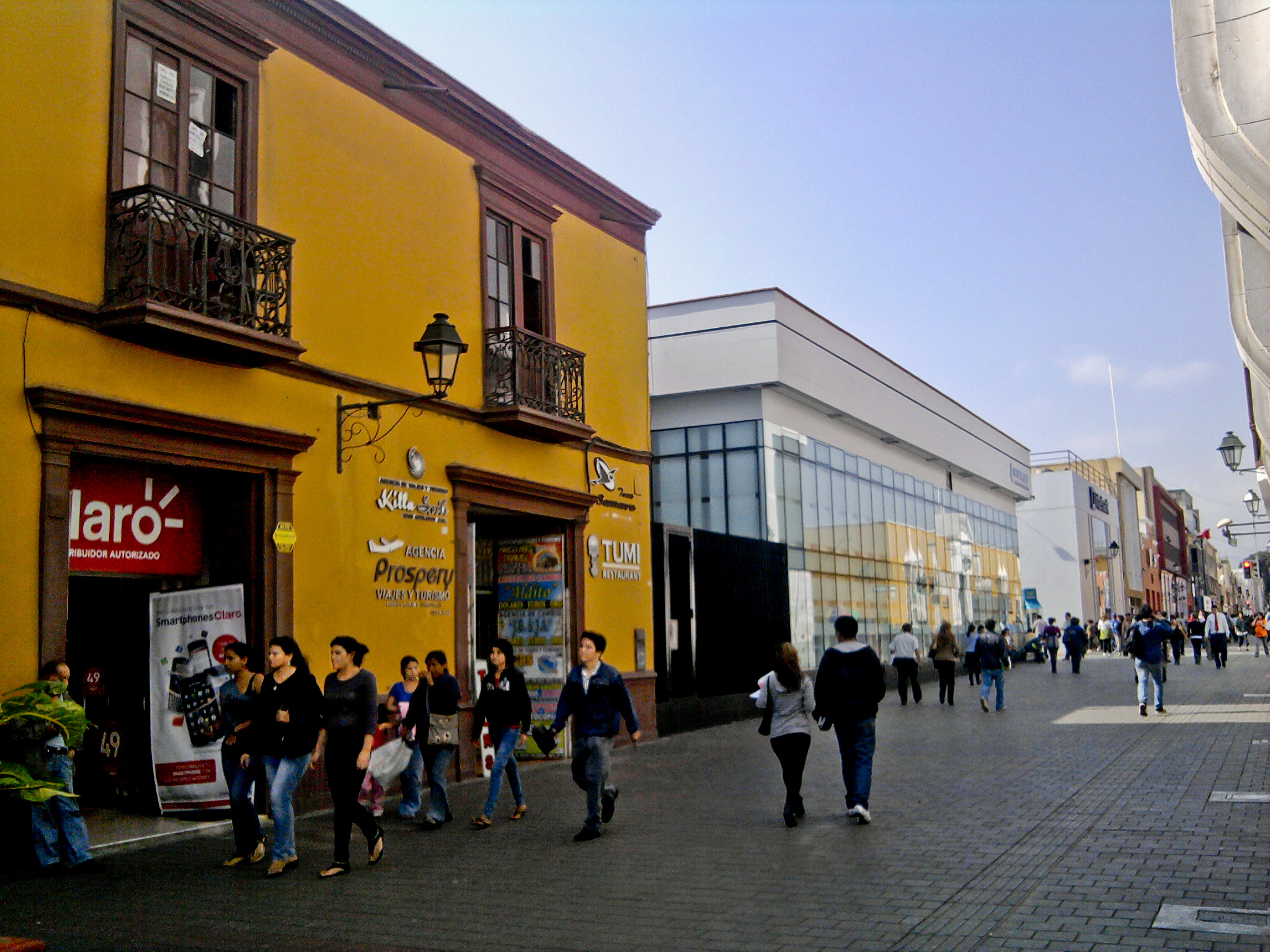
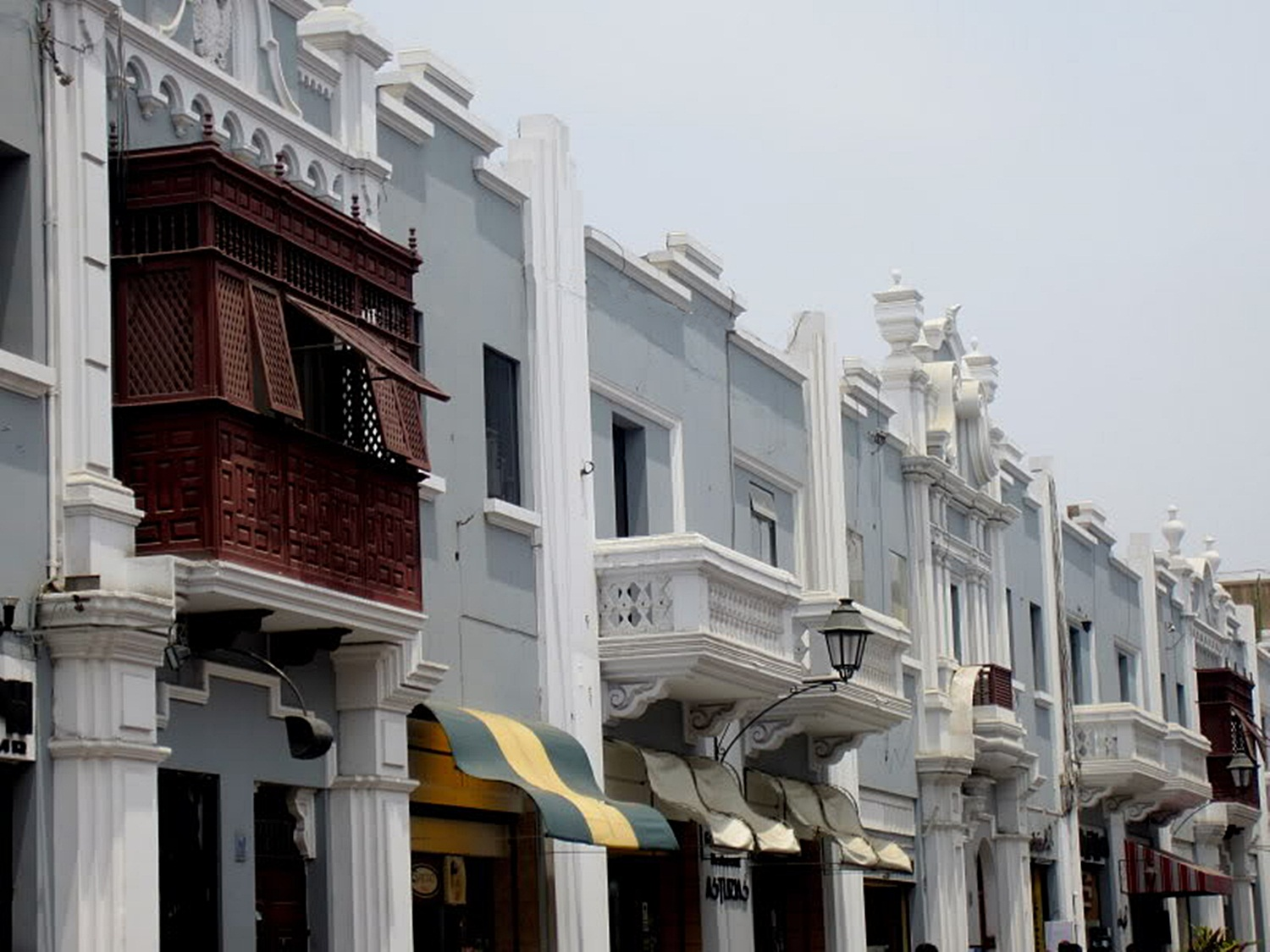
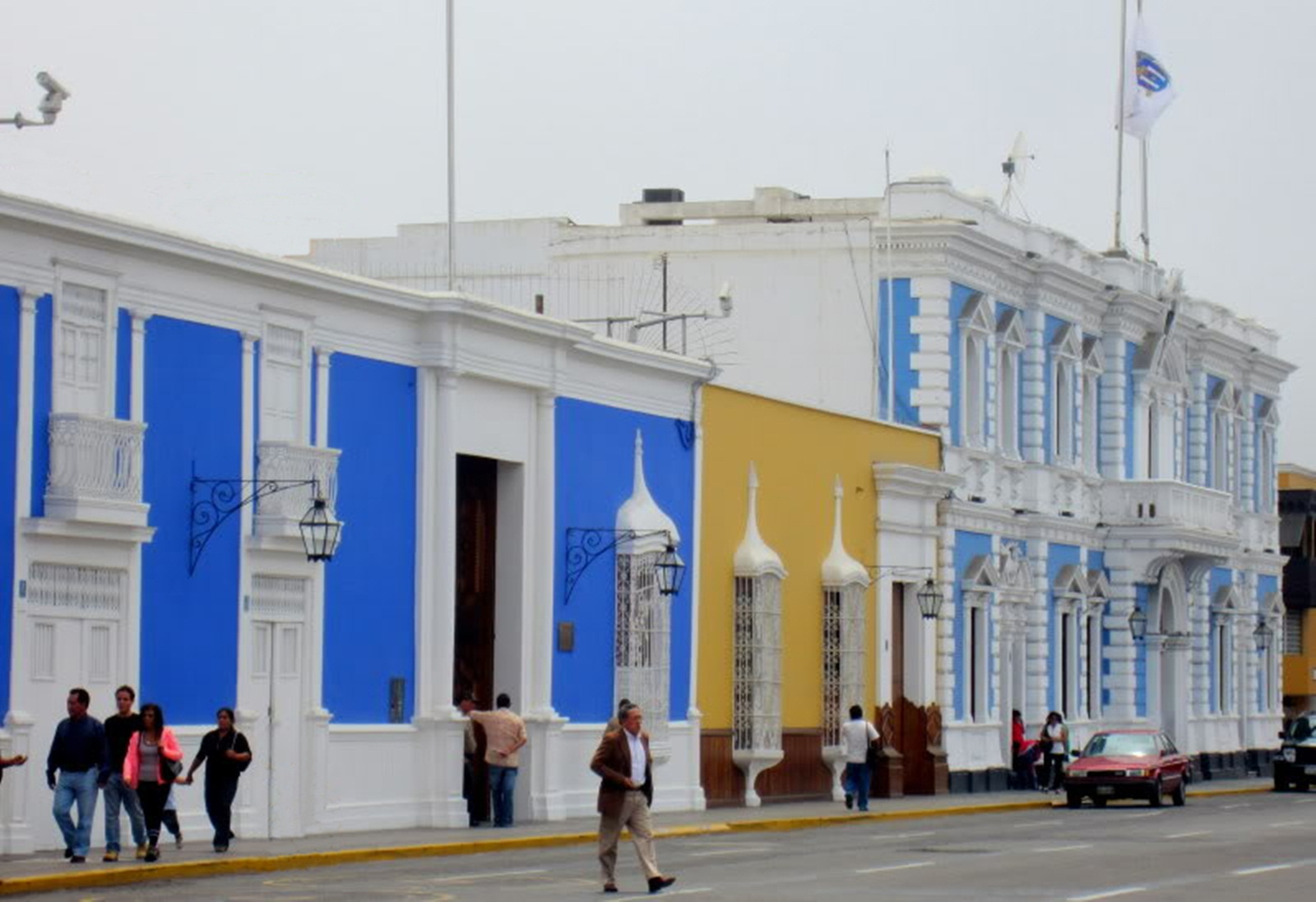